# Kaspische rob
De Kaspische zeehond (Pusa caspica)  is een zoogdier uit de familie van de zeehonden (Phocidae). De wetenschappelijke naam van de soort werd voor het eerst geldig gepubliceerd door Gmelin in 1788 als Phoca caspica.

## Voorkomen
De soort komt voor in de kustgebieden van de Kaspische Zee (Azerbeidzjan, Iran, Kazachstan, Rusland en Turkmenistan).